# Eltávozók
Az Eltávozók (japánul: おくりびと (Okuribito)) egy 2008-as japán filmdráma, mely történetének középpontjában egy munka nélkül maradt csellista áll, aki azzal kezd foglalkozni, hogy halottakat készít elő szertartásosan a koporsóba helyezésre. Az érzelmekben bővelkedő, néhol egy kevés humorral is átszőtt film 2009-ben elnyerte a legjobb idegen nyelvű filmnek járó Oscar-díjat. A film legjellegzetesebb zenedarabja a főhős hangszerén többször is megszólaló Ave Maria, melyet Charles Gounod írt Johann Sebastian Bach eredeti műve alapján.

## Cselekmény
|  | Alább a cselekmény részletei következnek! |

Kobajasi Daigo egy tokiói zenekar csellistája, azonban a zenekart az alacsony nézőszám miatt egyik napról a másikra feloszlatják. Kobajasi feleségével hazatér szülőföldjére, Jamagata prefektúrába, ahol új munkát keres. Talál egy álláshirdetést, melyben azt írják, utazókat kell segíteni. Jelentkezik, de kiderül, a hirdetés nyomdahibás volt, valójában nem utazókról van szó, hanem arról, hogy halott embereket kell egy szertartás keretében megmosdatni, felöltöztetni és kisminkelni, hogy aztán így tegyék be őket a koporsóba. Bár Kobajasi megriad, amikor megtudja, miről van szó, végül úgy dönt, elvállalja a munkát. Feleségének nem árulja el, mit dolgozik, csak annyit mond, „rendezvényszervezéssel” kapcsolatos.
Eleinte nagyon rosszul érzi magát, főként mivel mindjárt elsőre egy két hete oszladozó, bűzlő holttesthez mennek ki, de később kiderül, a munka javarészt nem ilyen jellegű. A művészlélekkel megáldott főszereplő lassanként kezd ráérezni a halottakkal végzett műveletek valódi szépségére, fennköltségére.
Nem tudja azonban örökre titokban tartani mások előtt szégyellt munkáját, egyszer egyik barátja és felesége, Mika is megtudja az igazat. Mindketten elfordulnak tőle, felesége el is hagyja és azt mondja, addig nem tér vissza, amíg nem hagyja abba ezt a „tisztátalan” munkát, ő azonban folytatja. Nemsokára azonban Mika mégis visszatér, mivel kiderül: gyermeket vár. Ekkor hal meg annak a szentó fürdőnek az idős tulajdonosnője, ahova Kobajasi gyakran eljárt és néha feleségét is magával vitte. A búcsúztatáson Mika is részt vesz, és látva egy ilyen valódi szertartást, már nem iszonyodik tőle többé.
A film során többször is szóba kerül, hogy Kobajasi apja régen elhagyta feleségét és gyermekét egy másik nő miatt, a fiú pedig nem is tudja, mi történt apjával, még az arcára sem emlékszik, de arra igen, hogy nem szerette őt. És arra is, hogy megtanította arra, hogy régen, amikor még az emberek nem tudtak írni, kövekkel tudták kifejezni érzelmeiket egymás számára: a kő alakjából, felületének simaságából lehetett következtetni az adományozó érzéseire. Egyszer csak hírt kapnak valahonnan, hogy Kobajasi apja meghalt. Bár eleinte nem akar róla tudomást venni, végül rábeszélik, hogy vegyen tőle végső búcsút. Amikor a halottat két munkás, már-már durva és (legalábbis a Kobajasi által végzett szertartásokhoz képest) szinte kegyeletsértő módon be akarja dobni egy koporsóba, ő közbeavatkozik és azt kéri tőlük, hagyják békén, majd ő elvégzi az elbúcsúztatást. Így is lesz, és apja összezárt kezében rátalál egy kicsi, sima kavicsra, melyet még gyermekkorában ő adott neki. A film úgy ér véget, hogy ezt a kavicsot gyengéden hozzászorítja feleségének hasához, ahol a magzat várja világrajövetelét.
|  | Itt a vége a cselekmény részletezésének! |

## Főszereplők
- Motoki Maszahiro ... Kobajasi Daigo, a csellista
- Hiroszue Rjóko ... Kobajasi Mika, a felesége
- Jamazaki Cutomu ... Szaszaki Sóei, a temetkezési vállalat főnöke
- Jo Kimiko ... Uemura Juriko, a temetkezési vállalat alkalmazottnője
- Josijuki Kazuko ... Jamasita Cujako, a fürdő tulajdonosa
- Minegisi Tóru ... Kobajasi Tosiki, a főszereplő apja

## Díjak és jelölések
| 2009 | Ázsiai Filmdíj                        | Legjobb férfi színész                   | Motoki Maszahiro              | Elnyerte |
| 2009 | Ázsiai Pacific Screen-díj             | Legjobb férfi színész                   | Motoki Maszahiro              | Elnyerte |
| 2009 | Ázsiai Pacific Screen-díj             | Legjobb forgatókönyv                    | Kojama Kundó                  | Jelölés  |
| 2008 | Hawaii nemzetközi filmfesztivál       | Legjobb rendezés                        | Takita Jódzsiró               | Elnyerte |
| 2008 | Hocsi-filmdíj                         | Legjobb film                            |                               | Elnyerte |
| 2010 | Hongkongi filmdíj                     | Legjobb ázsiai film                     |                               | Elnyerte |
| 2009 | Japán akadémiai díj                   | Legjobb film                            |                               | Elnyerte |
| 2009 | Japán akadémiai díj                   | Legjobb férfi színész                   | Motoki Maszahiro              | Elnyerte |
| 2009 | Japán akadémiai díj                   | Legjobb férfi mellékszereplő            | Jamazaki Cutomu               | Elnyerte |
| 2009 | Japán akadémiai díj                   | Legjobb női mellékszereplő              | Jo Kimiko                     | Elnyerte |
| 2009 | Japán akadémiai díj                   | Legjobb rendező                         | Takita Jódzsiró               | Elnyerte |
| 2009 | Japán akadémiai díj                   | Legjobb forgatókönyv                    | Kojama Kundó                  | Elnyerte |
| 2009 | Japán akadémiai díj                   | Legjobb operatőr                        | Hamada Takesi                 | Elnyerte |
| 2009 | Japán akadémiai díj                   | Legjobb világítás                       | Takaja Hitosi                 | Elnyerte |
| 2009 | Japán akadémiai díj                   | Legjobb szerkesztés                     | Kavasima Akimasza             | Elnyerte |
| 2009 | Japán akadémiai díj                   | Legjobb hang                            | Ozaki Szatosi, Onodera Oszamu | Elnyerte |
| 2009 | Japán akadémiai díj                   | Legjobb színésznő                       | Hiroszue Rjóko                | Jelölés  |
| 2009 | Japán akadémiai díj                   | Legjobb zene                            | Hiszaisi Dzsó                 | Jelölés  |
| 2009 | Japán akadémiai díj                   | Legjobb művészeti rendezés              | Ogava Fumio                   | Jelölés  |
| 2009 | Jokohamai filmfesztivál               | Legjobb film                            |                               | Elnyerte |
| 2009 | Jokohamai filmfesztivál               | Legjobb női mellékszereplő              | Jo Kimiko                     | Elnyerte |
| 2009 | Jokohamai filmfesztivál               | Legjobb női mellékszereplő              | Hiroszue Rjóko                | Elnyerte |
| 2009 | Jokohamai filmfesztivál               | Legjobb rendező                         | Takita Jódzsiró               | Elnyerte |
| 2009 | Kék Szalag-díj                        | Legjobb férfi színész                   | Motoki Maszahiro              | Elnyerte |
| 2009 | Kinema Junpo-díj                      | Legjobb film                            |                               | Elnyerte |
| 2009 | Kinema Junpo-díj                      | Legjobb férfi színész                   | Motoki Maszahiro              | Elnyerte |
| 2009 | Kinema Junpo-díj                      | Legjobb rendező                         | Takita Jódzsiró               | Elnyerte |
| 2009 | Kinema Junpo-díj                      | Legjobb forgatókönyv                    | Kojama Kundó                  | Elnyerte |
| 2009 | Mainicsi filmdíj                      | Legjobb film                            |                               | Elnyerte |
| 2009 | Mainicsi filmdíj                      | Legjobb hang                            | Ozaki Szatosi                 | Elnyerte |
| 2008 | Montréali filmfesztivál               | Grand Prix des Amériques                | Takita Jódzsiró               | Elnyerte |
| 2008 | Nikkan Sports filmdíj                 | Legjobb film                            |                               | Elnyerte |
| 2008 | Nikkan Sports filmdíj                 | Legjobb rendező                         | Takita Jódzsiró               | Elnyerte |
| 2009 | Oscar-díj                             | Legjobb idegen nyelvű film              |                               | Elnyerte |
| 2009 | Palm Springs nemzetközi filmfesztivál | Közönségdíj a legjobb történetért       |                               | Elnyerte |
| 2010 | Robert fesztivál                      | Legjobb nem amerikai film               |                               | Jelölés  |
| 2009 | Udinei filmfesztivál                  | Közönségdíj                             |                               | Elnyerte |
| 2009 | Udinei filmfesztivál                  | Fekete Sárkány közönségdíj              |                               | Elnyerte |
| 2009 | Wisconsini filmfesztivál              | Közönségdíj a legjobb elbeszélő filmnek |                               | Elnyerte |